# Maureen Clarke
Maureen Cecilia Clarke Clarke (sinh ngày 22 tháng 11 năm 1952) là một luật sư người Costa Rica và lãnh đạo quyền phụ nữ. Bà là chủ tịch của Ủy ban Phụ nữ Liên Mỹ (CIM; 2013-15).

## Tiểu sử
Clarke sinh ra ở Limón năm 1952. Bà theo học Tiểu học Esmeralda Jimenez Oreamuno cho đến năm 1965, Liceo Luis Dobles Segreda cho đến năm 1971, và tốt nghiệp Đại học Costa Rica năm 1977 với bằng Cử nhân Luật.
Clarke đã làm việc 16 năm với vị trí Cố vấn pháp lý cho Bộ Nông nghiệp, trong thời gian đó, bà đã tư vấn về các thỏa thuận và đầu tư quốc tế trong lĩnh vực nông nghiệp. Bà đã từng là Bộ trưởng của Condición de la Mujer (2012-2013); Phó Thị trưởng đầu tiên của San José (2003-2009); Bộ trưởng Justicia y Gracia (1995-1996); Bộ trưởng Gobernación y Policía (1994-1995); cố vấn trong Hội đồng Lập pháp (1999-2002), và với tư cách là điều phối viên của Red Centroamericana de Mujeres Nông thôn, Indígenas y Campesinas (RECMURIC). Bà cũng từng là Chủ tịch điều hành của Viện Phụ nữ Quốc gia và Chủ tịch Ủy ban Phụ nữ Liên Mỹ của OAS.